# Cratere Mambali
Mambali  è un cratere sulla superficie di Marte.